# Suzaka

Suzaka (須坂市 Suzaka-shi?) este un municipiu din Japonia, prefectura Nagano.